# Lista över städer i Bremen
Här listas alla orter i det tyska förbundslandet Bremen som har eller har haft stadsprivilegier.
| Stad        | Stad sedan | Folk- mängd 2006 |
| ----------- | ---------- | ---------------- |
| Bremen      | 1217       | 547.275          |
| Bremerhaven | 1851       | 116.847          |

## Lista över tidigare städer i Bremen
| Stad        | Köping sedan - till | Stad sedan - till | Folk- mängd 2006 | Anmärkning              |
| ----------- | ------------------- | ----------------- | ---------------- | ----------------------- |
| Geestemünde | -                   | 1913-1924         |                  | blev del av Wesermünde  |
| Lehe        | -                   | 1920-1924         |                  | blev del av Wesermünde  |
| Vegesack    | 1752                | 1852-1939         | 34.455           | blev del av Bremen      |
| Wesermünde  | -                   | 1924-1939         |                  | blev del av Bremerhaven |